# Analytisk psykologi
Analytisk psykologi (även känt som Jungiansk psykologi) är den psykologiska skolan som uppstått utifrån den schweiziske psykologen Carl Jungs teorier och sedan utvecklats av lärjungar samt tänkare som följt i hans fotspår. Skolan skiljer sig från den Freudianska psykoanalysen men har också en hel del likheter. Syftet är att åskådliggöra och förstå de krafter och motivationer bakom mänskligt beteende utifrån drömmar, vidskeplighet och mytologi.

## Översikt
Målet med analytisk psykologi är för individen att bli tillfreds med en mental värld styrd av "arketyper". I denna process är mötet med individens omedvetna centralt. Det omedvetna ger sig tillkänna via symboler som finns överallt i livet: I drömmar, konst, religion och de symboliska dramer vi spelar upp i våra relationer. För att kunna förstå det medvetna är det centralt att lära sig det "symboliska språket", det vill säga kunna utskilja vad symbolerna betyder.

## Fundamentala begrepp

### Det omedvetna
Jung skiljer på personligt och kollektivt omedvetande. Det personliga omedvetandet ligger närmare det medvetna och en kommunikation mellan de två är enligt teorin nödvändig för att vara "hel".
Drömmar spelar en central roll inom analytisk psykologi eftersom det är i drömmen som det omedvetna kommunicerar direkt med det medvetna. I drömmarna upplever individen känslor, tankar och förnimmelser som det medvetna inte direkt känner till. Dessa uttrycks i en personlig vokabulär av symboler, baserade på individens upplevelser.
Till skillnad från det personliga omedvetandets personliga vokabulär hyser det kollektivt omedvetna arketyper som är bekanta hos alla människor. Exempel är modern som kan symbolisera födelse och skapelse men också hjältearketypen som symboliserar det goda och lycka.

### Det kollektivt omedvetna
Begreppet det kollektivt omedvetna är ofta missförstått.
Precis som alla människor har grundläggande anatomiska likheter (två armar, ett hjärta och så vidare) så har vi alla liknande psykologiska grundvalar, vilka producerar de arketyper och instinkter som Jung kallar det kollektivt omedvetna. Arketyperna symboliserar grundläggande mänskliga känslor och begrepp som rädsla, lycka, döden och födelsen.
Enligt Jung kan vi se dessa arketyper inom religion, konst, myter, i drömvärlden samt i mänskliga beteendemönster och förhållanden. Jung ägnade en stor del av sitt liv åt att utforska och försöka förstå det kollektivt omedvetna och hans teori var att vissa teman kunde återfinnas hos alla kulturer i alla tider men att andra var specifika för ett visst folkslag.

### Skuggan
Skuggan är ett omedvetet komplex, definierat som undertryckta och förnekade egenskaper hos det medvetna.
Skuggan har både konstruktiva och destruktiva sidor.
Den är destruktiv i betydelsen att skuggan består av allt det den medvetna personen inte vill acceptera hos sig själv. Den är motsatsen till våra medvetna egenskaper. En godhjärtad människa skulle exempelvis ha en otrevlig och ondskefull skugga.
Skuggan kan också vara konstruktiv genom att influera oss positivt. Jung ger historien om Moses och Al-Khidr i 18:e Suran av Koranen som exempel.
För att inte projicera skuggans egenskaper på andra, betonade Jung vikten av att försöka släppa in skuggan i sitt medvetna, i viss mån. Enligt Jung hanterar individen skuggan på fyra sätt: förnekande, projicering, integrering och/eller transmutation.
På grund av dess "motsatsuppbyggnad" symboliseras skuggan oftast i drömmen av en mörk figur av samma kön som drömmaren.

### Anima och animus
Jung identifierade Anima som den omedvetet kvinnliga delen hos män och Animus som den omedvetet manliga delen hos kvinnor. Jung menade att Anima och Animus fungerar som guider till Självet och att bildandet av en koppling till ens Anima/Animus är ett av de svåraste och mest belönande stegen inom psykologisk mognad.
När individens Anima eller Animus försummas, kräver den uppmärksamhet genom att projicera sig själv på andra. Enligt Jung förklarar detta varför vi kan bli omedelbart attraherade av en främling: Vi ser vår Anima eller Animus hos denna. Vidare har en person som är mentalt fastgjuten i sin könsroll (en aggressiv man som aldrig gråter, till exempel) inte bildat någon koppling till sin Anima eller Animus.

### Psykologiska typer
Analytisk psykologi särskiljer mellan psykologiska typer, framförallt:
- Extrovert
- Introvert

Man kan tänka sig typerna som flödet av "psykisk energi" (även om detta anses vara ett föråldrat begrepp). Den introvertas energi flödar inåt mot koncept, tankar och idéer medan den extrovertes energi går utåt, mot andra människor och objekt. Denna skillnad ger upphov till olika egenskaper hos typerna: Extroverta söker bredd och händelse medan introverta strävar mot djup och orienterar sig mot sig själva.
Forskning har visat att det kan finnas ett samband mellan psykologiska typer och mental hälsa, men forskning har inte hittat övertygande bevis. Det är möjligt att introverta kan löpa större risk att drabbas av schizofreni.
Alla individer besitter båda mekanismerna men det ena dominerar oftast över det andra.
Enligt Jung finns det fyra olika psykologiska "funktioner":
- förnimmelse
- intuition
- tanke
- känsla

Funktionerna grupperas i två motsatspar (förnimmelse/intuition och tanke/känsla). Hos en individ dominerar två funktioner över motsatserna, vilka är mer outvecklade. En funktion är mest differentierad och kallas "huvudfunktionen". Den sekundära funktionen är av samma typ (introvert/extrovert) men inte lika differentierad som huvudfunktionen. Hos en person med huvudfunktionen Introvert Tanke och Introvert Intuition som sekundär funktion är de outvecklade funktionerna Extrovert Förnimmelse samt Extrovert Känsla.
Medan de utvecklade funktionerna beskriver hur en person medvetet fungerar, beskriver de outvecklade hur Skuggan är.
Myer-Briggs-personlighetstest är baserade på Jungs teorier om psykologiska typer.